# Jakub D. Kočí
Jakub „Drak“ Kočí nebo Jakub D. Kočí (* 3. dubna 1977, Praha) je český literát, divadelník, muzikant a výtvarník, angažující se zejména v tvorbě žánru fantasy.

## Život
Pochází z Prahy z bývalého Podskalí. Literární, dramatické a hudební vzdělání získal studiem na pražské Konzervatoři a VOŠ Jaroslava Ježka. Mezi jeho kantory patřili například textař Eduard Krečmar, guru českého ochotnického divadla Jarmila Černíková-Drobná, zpěvák a skladatel Jiří Šlupka Svěrák, básník a dramaturg Marek Stašek či divadelní vědec Jaromír Kazda. V rámci Rockové akademie pak zpěvačka Pavla Forest, zpěváci Petr Opava a Kamil Střihavka, režisérka Irina Andreeva, herečka a hlasová lektorka Alice Šnirychová.

## Hudební tvorba
Kočí napsal písňové texty několika hudebním skupinám (například Hakka Muggies) a sám je i písničkářem. Je zpěvákem nebo bývalým zpěvákem skupin Succuba, Falešné společenstvo, Múzy kus a Bez smokingu!. Hudební tvorba je ovlivněná jeho tvorbou básnickou a beletristickou.

### Diskografie
- Je mi fajn – album s rockovou kapelou Bez smokingu![8]
- Host svitavské Radůzy Pavly Boučkové a zakladatele Čechomoru Jirky Michálka na CD s knihou Máří, chci tě pozvat na víno.
- Fragmen Ty – CD zhudebněných básnických textů z období let 1997–1998

## Divadlo
Několik let působil jako herec Divadla historického a scénického šermu Rebel, kde ztvárnil mnoho rolí. Byl také autorem a interpretem doprovodných písní. Jako dramatik odráží ve svých scénářích různé vlivy sociální, často najdeme erotické aktovky. Dramatizuje i díla jiných autorů, zejména pohádky. Po odstěhování z Prahy působí v divadle ve Vysokém Mýtě.

### Záznamy z představení
- Terapie (režie, role Františka Čipery, spoluúčast na scénáři)[13]
- Autobusák 6.00 (režie, role pana Jiřího a otce Anežky, spoluúčast na scénáři)[14]

## V literatuře
„Velmi široce umělecky rozkročen je Jakub „Drak“ Kočí“, píše se ve víkendové Kavárně z prosince 2009 Mladé fronty DNES, za ohňostroj poetických gagů označila část jeho tvorby spisovatelka Františka Vrbenská. Publikoval články v internetovém magazínu ŽENA-IN.cz a na dalších portálech, články populárně historické psal pro magazín AKTA HISTORY revue, o záhadách psal pro magazín Enigma a publikuje či publikoval i v dalších časopisech, zaměřených zejména na děti (Časostroj, 21. století Junior - zde krátce též šéfredaktorem) či fantastiku (Pevnost).

### Knihy
- A jiné básně (2001) – lyrická sbírka básní. Poprvé v nakladatelství Straky na vrbě, ISBN 80-86428-18-4.
- Vítr v piniích, Straky na vrbě, Praha 2009, společně s Františkou Vrbenskou, román, ISBN 978-80-86428-99-4, oceněn Akademií SFFH jako nejlepší původní kniha roku 2009, stejnou cenu získal také od čtenářů v soutěži Aeronautilus. Tuto cenu získala i autorka ilustrace na obálce Jana Šouflová.
- Vajgly (2009) – sbírka „odpadních“ básní, ilustrovala Michaela Kudláčková. Poprvé v nakladatelství Straky na vrbě, ISBN 978-80-87364-04-8.

### Poezie ve sbornících
- Almanach 2003 (2003) – almanach prací studentů VOŠ Jaroslava Ježka.
- Stělesnost (2006) – almanach básní eds. Jakub D. Kočí, ilustroval Kája Saudek. Poprvé v nakladatelství Straky na vrbě, ISBN 80-86428-61-3.

### Povídky a novely
- Povídání o Matlafouskovi (2000) – poprvé v časopise Thorin z nakladatelství: Společnost přátel díla J.R.R. Tolkiena.[17]
- Mahalova sekera (2000) – poprvé v časopise Thorin z nakladatelství Společnost přátel díla J.R.R. Tolkiena.[18]
- Stočené konečky I. (2001) – poprvé ve sborníku Drakobijci III. z nakladatelství Straky na vrbě.
- Jablečné víno (2002) – poprvé v knize Sborník fantasy a sci-fi povídek z nakladatelství Straky na vrbě.
- Ztracená peří (2003) – poprvé v knize Klášter slasti z nakladatelství Straky na vrbě, ISBN 80-86428-32-X.
- Zámecká paní (2005) – poprvé v časopise Pevnost, 10/2005.
- Kříž v úvalu (2006) – poprvé v časopise Pevnost, 8/2006.
- Hromadění (2006) – poprvé v Literárních novinách v rámci soutěže Povídka roku 2006,[19] vyřazena ve 2. kole třináctikolové soutěže.[20]
- Kdo tancoval s povětrnou vílou (2007) - poprvé v knize Pod kočičími hlavami z nakladatelství Triton.[21]
- Zima klanu Kopretina (2008) – poprvé v knize Třpyt mečů, záblesky laserů z nakladatelství Straky na vrbě, ISBN 978-80-86428-84-0.[16]
- Vlci (2009) – poprvé v časopise Pevnost, 1/2009.
- Jdi a zeptej se tygra (2009) – spoluautorkou povídky je spisovatelka Františka Vrbenská, poprvé v časopise Pevnost, 9/2009.
- Svatá svatba (2010) – poprvé v knize Zabij/zachraň svého mimozemšťana z nakladatelství Mladá fronta, eds. Vlado Ríša, ISBN 978-80-204-2302-3.
- Kočí Jakub (2010) – poprvé v antologii Legendy: Draci z nakladatelství Straky na vrbě, eds. Michael Bronec a Jakub D. Kočí, ISBN 978-80-87364-13-0.
- Rudovous: Vábení dračího srdce (2011) – poprvé v antologii Tři kruté příběhy z nakladatelství Epocha, eds. Boris Hokr, vydáno v Edici Pevnost, ISBN 978-80-7425-085-9.
- Efraim (2012) – poprvé v časopise Pevnost, 12/2012.

## Jako výtvarník
Ve výtvarném umění se pohybuje opět zejména na poli fantastiky. Vytvořil množství ilustrací pro knihy (např. Po dračím ohni, Drakobijci, Legendy draci) i časopisy (např. Ikarie, Pevnost, Bard, Imladris). Jeho dílo lze spatřit spíše v rámci tematických výstav nebo na fantastiku zaměřených akcí.

## Stolní hry
Je také autorem pravidel a ilustrátorem několika stolních her.

### Jako ilustrátor
- Hobiti (2006) – humorná česká karetní hra autora Petra Krále inspirovaná příběhy J.R.R. Tolkiena. Nejprve vydávaly Straky na vrbě, později Altar.
- Policajti (2011) – další z karetních her Petra Krále, inspirovaná policejním prostředím. Ostatní ilustrace ke hře vytvořil Milan Petrík. Vydaly Straky na vrbě.
- Dlouhé svátky (2014) – rozšíření hry Hobiti. Vydal Altar.

### Jako autor pravidel
- V rotundě sv. Kateřiny (2013) – hádanková desková hra na motivy českých pověstí. Vyšlo jako příloha speciálu magazínu Časostroj.
- Detektivové & padouši (2014) – stolní karetní hra; detektivní honička odkazující na reálné a literární postavy. Vyšlo jako příloha magazínu Časostroj.
- Ostrov trosečníků (2014) – jednoduchá desková hra typu start–cíl, cílem je zachránit sebe a ostatní hráče z pustého ostrova. Vyšlo jako příloha magazínu Časostroj.
- LeXEso (2014) – zábavná slovní hra rozvíjející jazykové dovednosti, postřeh a strategické uvažování. Vydal Altar.